# Guerras Ilíricas

Ilíria

As Guerras Ilíricas (ou Ilírias) foram as campanhas militares que a República Romana empreendeu, entre 229 a.C. e 219 a.C., contra as tribos da Ilíria assentadas sobre o vale do Neretva. Ao término da invasão romana, a república conseguiu acabar com a pirataria destes territórios,
que punha em perigo o comércio itálico através do mar Adriático. O conflito compreendeu duas campanhas; a primeira contra a rainha Teuta e a segunda contra Demétrio de Faros.
A campanha inicial, que começou em 229 a.C., foi a primeira vez que a armada romana cruzava o mar Adriático a fim de se enfrentar com um inimigo.

## Primeira Guerra Ilírica
A Primeira Guerra Ilírica foi travada entre 229 a.C. e 228 a.C. pelos romanos contra o Reino da Ilíria, comandado pela rainha Teuta. Após a morte do rei Agrão, sua viúva Teuta o sucedeu no trono e começou a dar cada vez mais apoio à pirataria no mar Adriático, prejudicando os interesses romanos e atacando mesmo navios romanos.
Ao mesmo tempo, a Ilíria começou um processo de expansão para o sul, visando o Reino de Epiro. Após conquistar algumas das principais cidades deste reino, os ilírios, sob o comando militar de Escerdiledas, derrotaram uma expedição de auxílio das ligas Etólia e Acaia.
Enquanto ainda guerreava no sul e ao norte contra uma invasão dos dardânios, os ilírios receberam uma embaixada romana e Teuta, sentindo-se desrespeitada por um dos embaixadores, segundo Políbio, mandou matá-lo.
Os romanos reagiram imediatamente e despacharam uma expedição militar contra a Ilíria.
encida a guerra, inclusive com a ajuda da traição de líderes ilírios, Roma controlou a pirataria no mar Adriático e celebrou um tratado de aliança com os gregos.

## Segunda Guerra Ilírica
Em 220 a.C., Demétrio de Faros, que acedera ao poder após a Primeira Guerra Ilírica, aproveitou todas estas distrações para construir uma nova frota ilírica sem ser advertido. Liderando uma frota de 90 barcos, Demétrio de Faros saiu para sul de Lisso, violando o tratado com Roma e iniciando a guerra.
A frota de Demétrio atacou Pilos onde capturou após várias tentativas uns 50 barcos. De Pilos, a frota de Demétrio dirigiu-se para as Cíclades, eliminando a resistência que encontrou no caminho. Após estas vitórias iniciais, Demétrio enviou parte da sua frota através do Adriático. Os romanos aproveitaram o debilitamento conseguinte da divisão da armada ilírica para atacarem com sucesso a cidade de Dimale, na Ilíria. Esta cidade foi conquistada por uma frota romana sob o comando de Lúcio Emílio Paulo. A armada partiu de Dimale para as imediações da ilha de Faros. As forças romanas rodearam os ilírios e Demétrio fugiu para Macedônia, onde se incorporou à corte do rei Filipe V da Macedônia. Demétrio tornara-se num dos conselheiros mais próximos do monarca oriental. A Primeira Guerra Macedônica, teve como grande aliciente a influência de Demétrio no monarca macedônio. Demétrio permaneceu junto a Filipe até a sua morte em 214 a.C.